# ان‌جی‌سی ۳۶۶
ان‌جی‌سی ۳۶۶ (انگلیسی: NGC 366) یک خوشه باز است که در صورت فلکی ذات‌الکرسی قرار دارد و در ۲۷ اکتبر ۱۸۲۹ توسط جان هرشل کشف شد.